# Licosura
Licosura (en griego, Λυκόσουρα) fue una ciudad de Arcadia en el distrito de Parrasia, al pie del monte Liceo, cerca del río Platanistón (actual Gastritzi), en el camino entre Megalópolis y Figalia. Sus restos se encuentran al oeste de Megalópolis, unos 6 km al este de una población que se llamaba Astala y que en 1926 recuperó el nombre de Licosura.
Pausanias la consideraba como la ciudad más antigua de Grecia. Según la tradición, había sido fundada por Licaón, hijo de Pelasgo. Tras la fundación de Megalópolis en 370 a. C., parte de sus habitantes se resistieron a abandonarla para unirse en sinecismo a la nueva ciudad. En época de Pausanias ya había muy pocos habitantes. El geógrafo destaca sus murallas y el santuario de Despena.

## Santuario de Despena

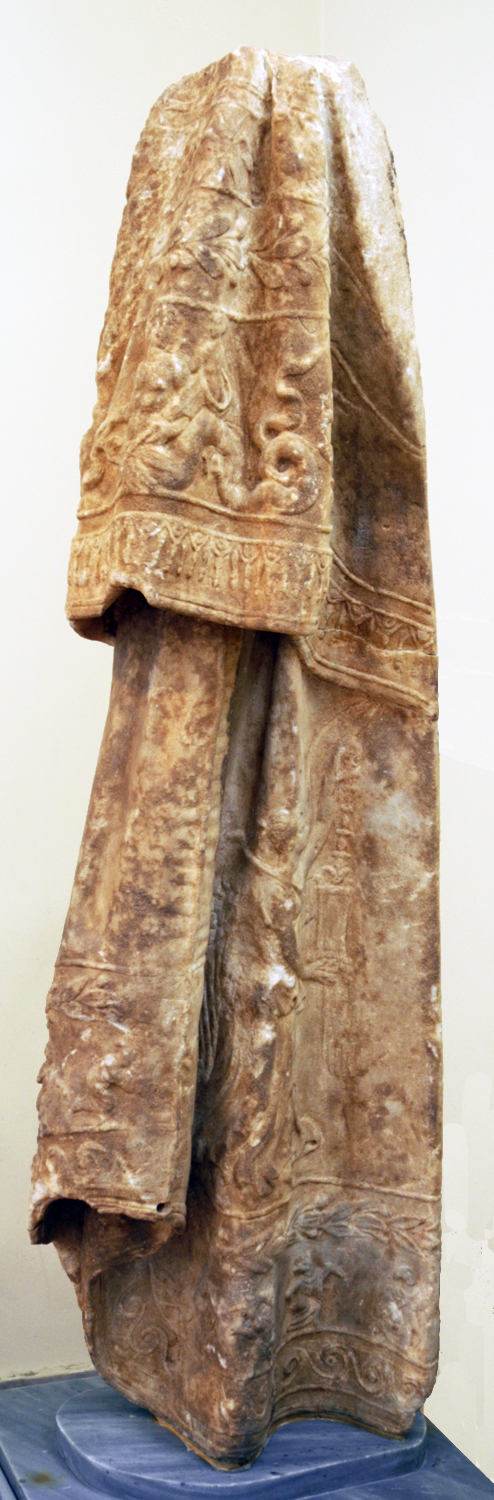
Velo de Despena hallado en Licosura. Museo Arqueológico Nacional de Atenas.

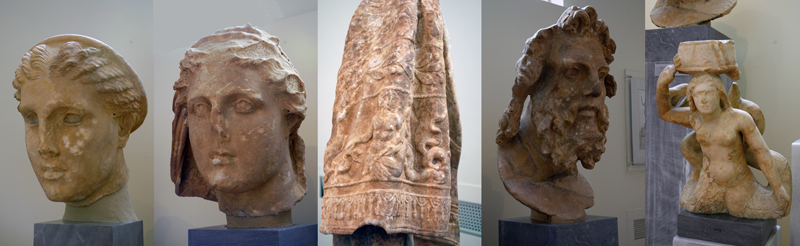
Fragmentos del grupo escultórico de Damofonte de Mesene conservados en el Museo Arqueológico Nacional de Atenas.

El santuario de Despena era uno de los más destacados lugares de culto de Arcadia. Era también una importante fuente de ingresos económicos: se conoce el dato de que en el año 42, al coincidir la fiesta que se le dedicaba con los Juegos Olímpicos, la ciudad tuvo que recurrir a donantes foráneos para poder pagar los impuestos.
Se trataba de un culto mistérico e incluso la denominación «Despena» no se considera un nombre propio sino una forma de llamar a la divinidad que significa «Señora» porque su nombre auténtico estaba prohibido que lo conocieran los no iniciados. Pausanias describe que lo primero que se veía al llegar era un templo de Artemisa Hegemone con una imagen de bronce donde aparecía representada llevando antorchas. Desde aquí había una entrada al recinto sagrado de Despena. En el pórtico había relieves de mármol con figuras mitológicas y una tablilla con pinturas referentes a la iniciación. Delante del templo había tres altares: de Deméter, de Despena y de la Gran Madre. Las imágenes de Despena y Deméter, junto a sus tronos, eran de una misma piedra. Al lado de la imagen de Deméter había también una de Artemisa. Junto a la imagen de Despena había otra de Ánito, uno de los titanes. Este conjunto escultórico se atribuía a Damofonte de Mesene (se considera que este escultor vivió entre fines del siglo III y principios del II a. C.) Los arcadios creían que Despena había sido criada por Ánito y que Artemisa no era la hija de Leto sino de Deméter. Había también allí relieves de los Curetes y de los Coribantes. Además del templo había un megaron donde se celebraban los misterios y los sacrificios. Los devotos llevaban al santuario frutas de todos los árboles excepto del granado. Junto al megaron había un bosque consagrado a Despena y altares de Poseidón Hípico y otros dioses. Desde allí se accedía por una escalinata a un santuario de Pan, un altar de Ares, un templo con imágenes de Afrodita, una estatua de madera de Apolo y un santuario de Atenea con otra estatua de madera.
El templo, cuyas medidas eran 21,35 x 11,15 m., era de orden dórico, próstilo y hexástilo; contaba con un pronaos y una cella.

## Arqueología
Las excavaciones en Licosura se llevaron a cabo entre 1889 y 1906 bajo la dirección de Panagiotis Kavvadias, Vassileios Leonardos y Konstantinos Kourouniotis, en una colina que tiene dos alturas; la de la acrópolis y la de San Elías. Entre ambas se halla la llamada llanura de Terzi. Los restos arqueológicos más destacados pertenecen a un recinto que las inscripciones epigráficas halladas en él identificaron como el templo de Despena. La época a la que pertenecen los restos estructurales del templo es motivo de debate entre quienes defienden una inicial construcción en el siglo IV a. C. con añadidos tardíos y quienes opinan que fue construido a fines del siglo III o principios del II a. C. Además se excavaron tres altares, una estoa alargada de 64 m, el megaron, una escalinata, una fuente y una cisterna. Los restos más antiguos son cuatro figurillas de bronce que pertenecen al siglo V a. C. aunque la mayoría de los exvotos son del siglo II a. C., entre los que abundan figurillas de terracota representadas con cuerpos humanos pero cabezas de oveja o bóvidos. Entre estas figurillas se hallaron huesos de animales  sacrificados y placas marcadas con el caduceo. 
Otro de los hallazgos más relevantes es una inscripción conocida como la ley sacra de Licosura, que fue grabada en una estela calcárea y pertenece al siglo II a. C. Esta inscripción contiene normas acerca del modo de presentarse ante la divinidad: estaba prohibido exhibir joyas de oro, vestidos lujosos o zapatos —en caso de presentarse con alguno de estos objetos, se debían entregar al templo—; la cabeza debía ir descubierta, con los cabellos sueltos; no podían entrar con flores, ni tampoco podían entrar las mujeres embarazadas. Los sacrificios animales tenían que ser hembras de color blanco y además se mencionan otros productos que se ofrecían como sacrificios incruentos (aceitunas, perfumes, miel, mirto, lámparas, mirra, cebada, adormideras y estatuillas). Se ha sugerido que esta inscripción debe identificarse con la tablilla mencionada por Pausanias que había referencia a los ritos de iniciación.
El Museo Arqueológico de Licosura recoge algunos de los objetos materiales hallados en el sitio arqueológico pero los hallazgos más destacados se conservan en el Museo Arqueológico Nacional de Atenas, entre los que se encuentran partes del conjunto escultórico atribuido a Damofonte de Mesene.